# 白石禮子
白石 禮子（しらいし れいこ、1967年1月19日 - ）は、京都府生まれのヴァイオリニストである。

## 経歴

### 高校まで
1980年、金城学院中学校2年生の時、第34回全日本学生音楽コンクール全国大会中学の部で第1位を受賞、同年、名古屋フィルハーモニー交響楽団と共演した。1982年、桐朋女子高校音楽科に入学し、1984年、高校3年生の時、ロン・ティボー国際コンクールで第6位を受賞した。

### パリ留学
1985年、同高校を卒業してパリ音楽院に留学し、ピエール・ドゥーカンに師事した。1988年、同音楽院を首席で卒業し、同音楽院大学院に進んだ。1989年、フランス文化省のラヴェル賞を受賞。1991年、同大学院を修了するとともに、第10回ヴィエニアフスキ国際ヴァイオリン・コンクールで第3位を受賞、この年に帰国した。

### 帰国後
1993年、東京文化会館でオール・フランス・プログラムのリサイタルを開いて日本デビュー。現在、愛知県立芸術大学音楽学部の教授を務める。